# Maximilian Müller
Maximilian Müller (Neurenberg, 11 juli 1987) is een voormalig Duits hockeyer.
Müller won in 2008 met de Duitse ploeg olympisch goud. Twee jaar later werd Müller wereldkampioen. Müller werd in 2011 wereldkampioen in de zaal. In 2012 prolongeerde Müller zijn Olympische titel.

## Erelijst
- 2007 –  Champions Trophy in Kuala Lumpur
- 2007 – 4e Europees kampioenschap in Manchester
- 2008 – 5e Champions Trophy in Rotterdam
- 2008 –  Olympische Spelen in Peking
- 2010 –  Wereldkampioenschap in New Delhi
- 2011 –  Wereldkampioenschap indoor in Poznań
- 2012 –  Olympische Spelen in Londen
- 2014 – 6e Wereldkampioenschap in Den Haag

Sebastian Biederlack · 
Moritz Fürste · 
Tobias Hauke · 
Florian Keller · 
Oliver Korn · 
Niklas Meinert · 
Jan-Marco Montag · 
Maximilian Müller · 
Carlos Nevado · 
Max Weinhold · 
Tibor Weißenborn · 
Benjamin Weß · 
Timo Weß  · 
Philip Witte · 
Matthias Witthaus · 
Christopher Zeller · 
Philipp Zeller · 
Coach: Markus Weise
Oskar Deecke · 
Florian Fuchs · 
Moritz Fürste · 
Martin Häner · 
Tobias Hauke · 
Oliver Korn · 
Maximilian Müller  · 
Jan-Philipp Rabente · 
Thilo Stralkowski · 
Max Weinhold · 
Christopher Wesley · 
Benjamin Weß · 
Timo Weß · 
Matthias Witthaus · 
Christopher Zeller · 
Philipp Zeller · 
Coach: Markus Weise